# Sophia Karp
Sophia Karp, nata Sara Segal, conosciuta anche come Sophie Goldstein, Sofia Carp e Sophie Karp, (Galați, 1861 – New York, 31 marzo 1904), è stata un'attrice e soprano rumena naturalizzata statunitense; di origine ebraica, fu la prima attrice teatrale yiddish professionista.

## Biografia

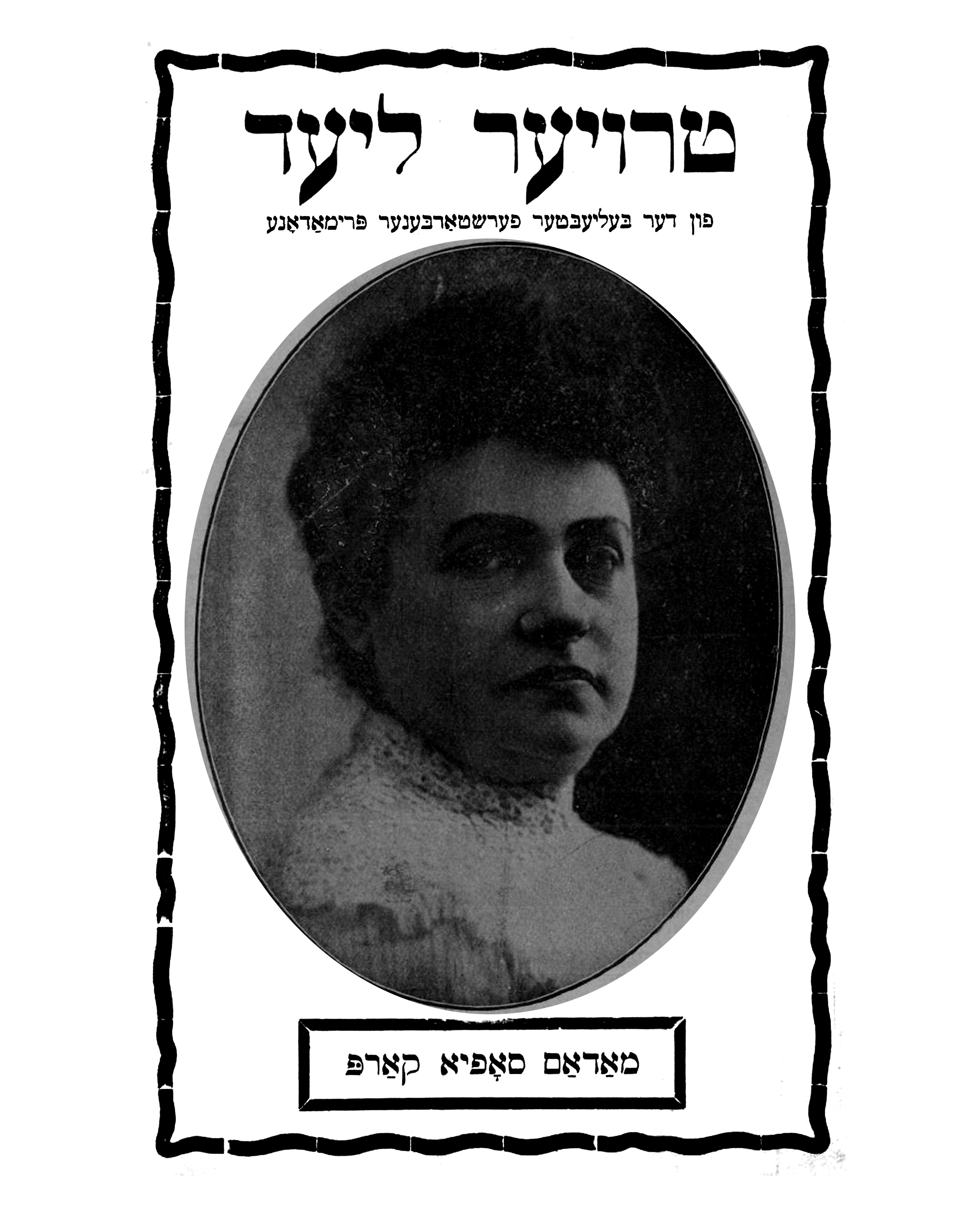
Troyer Lid (canzone triste), un elogio pubblicato dopo la sua morte

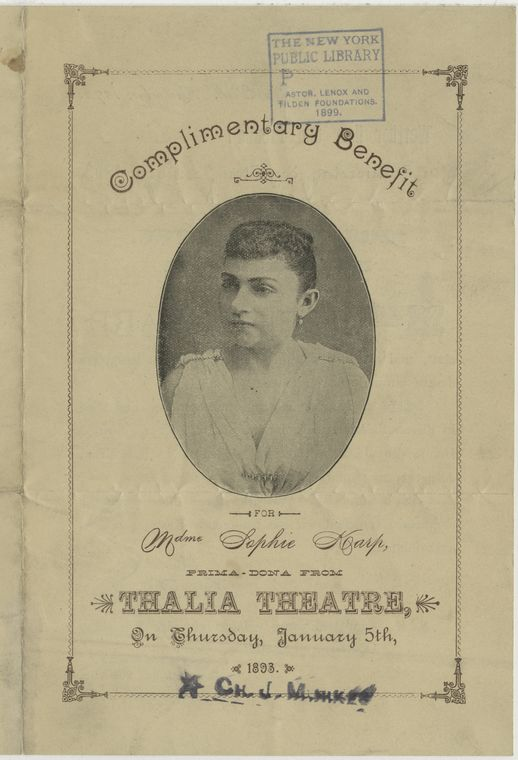
Sophia Karp, 1893

Aveva 16 anni nella sua nativa Galați quando la compagnia teatrale formata circa sei mesi prima da Abraham Goldfaden, a quel tempo l'unica compagnia teatrale professionale in lingua yiddish, arrivò in città nell'inverno del 1876-1877. La troupe era composta da tre uomini (Goldfaden, Israel Grodner e Sokher Goldstein); avevano collaborato con vari altri attori e musicisti nelle loro precedenti esibizioni a Iaşi e Botoșani, ma fino a quel momento erano stati tutti uomini, anche per i ruoli femminili. 
Quando interpretò la nipote nella prima di Galați della compagnia Goldfaden, Die Bobe mit'n Enikel (Nonna e nipote), la giovane Sara Segal, a quel tempo sarta, diventò la prima attrice teatrale yiddish professionista. Sua madre, tuttavia, dopo aver assistito a quella premiere si oppose alla comparsa di sua figlia su un palcoscenico. La strega Sara, affascinata dal teatro, obbedì a sua madre, ma era stata completamente infettata dal virus del teatro. L'unico espediente era sposare uno degli attori e, poiché Goldfaden e Grodner erano già sposati, l'unico modo era sposare Goldstein (e cambiare il suo nome in quello più "glamour" di Sophie). 
La Jewish Encyclopedia (1901-1906) dice che "vinse la peculiarità dei drammi e delle opere [di Goldfaden]". Rimarrà nel teatro yiddish per il resto della sua vita, seguendo Goldfaden e Goldstein a Bucarest, Odessa (dove reciterà al Teatro Mariinskij nel 1881) e attraverso la Russia imperiale fino a quando il teatro yiddish fu bandito in Russia nel 1883, poi recitò in Galizia, a Berlino, e in altre località della Germania, per poi tornare in Romania, dove si stabilì per un periodo con una compagnia teatrale a Iași dove, dopo la morte di Sokher Goldstein (di tubercolosi, secondo Rosenfeld) sposò un altro attore, Max Karp; la sua grande fama come primadonna fu raggiunta come Sophia Karp. Fu per la sua interpretazione di Giuditta nella commedia di Karl Ferdinand Gutzkow Uriel Acosta e di Benvolio in Romeo e Giulietta di Shakespeare. 
Il 12 marzo 1902, insieme a Jacob Pavlovich Adler, Jacob Fischel e al drammaturgo Joseph Lateiner, fondò il Grand Theatre di New York. Il primo teatro yiddish della città costruito appositamente, il Grand era tipico dei teatri yiddish del tempo essendo in gran parte gestito da artisti. Oltre a Karp e Lateiner, i registi includevano il protagonista Morris Finkel, il comico Bernard Bernstein e il compositore Louis Friedsell; Fischel e L.S. Gottlieb erano gli unici registi non artisti. 
Karp contrasse una polmonite e morì all'età di 42 o 43 anni a New York.